# Anna Wintour
Anna Wintour CH DBE (Londres, 3 de novembro de 1949) é uma jornalista britânica, que por 37 anos, exerceu a função de editora-chefe da edição norte-americana da revista Vogue, a mais conceituada e importante publicação de moda do mundo e um dos seus maiores ícones.
Anna Wintour foi condecorada pelo Príncipe Carlos de Inglaterra com a Ordem do Império Britânico, numa cerimônia que teve lugar no Palácio de Buckingham. É, segundo a revista Forbes em 2009, a editora de moda mais influente do mundo.
Em 2025, após quase quatro décadas exercendo a chefia de editoria da Vogue, Wintour saiu do cargo, mas se mantém exercendo funções no grupo Condé Nast.

## O começo da fama
Anna Wintour é filha de pai britânico e mãe norte-americana. Interessou-se por moda desde a adolescência e ajudou seu pai, Charles Wintour, na altura editor do jornal inglês Evening Standard, a tornar o veículo mais popular entre a juventude londrina da década de 1960, quando a efervescência artística, cultural e de costumes na Inglaterra da época tinha transformado a austera cidade na Swinging London, a meca dos jovens modernos de então, do rock, do cinema, das artes teatrais, moda, literatura e pinturas revolucionárias, onde tudo acontecia na euforia da Europa em pleno desenvolvimento pós-II Guerra Mundial.
Após deixar o colégio, aos 16 anos e ter travado seu primeiro contato com a moda, trabalhando na butique londrina Biba, a mais famosa e influente do mundo na época, começou uma carreira de jornalista de moda dos dois lados do Atlântico, primeiro como editora-assistente da revista Harper's Bazaar, em Nova Iorque e depois como editora de moda na revista Viva, publicação feminina do grupo Penthouse, de Bob Guccione, por dois anos, onde pela primeira vez pôde ter uma assistente pessoal e começou a sua fama de profissional exigente e temperamental, apesar de raramente admitir seus laços com a revista por ela fazer parte da editora que publicava Penthouse, revista masculina muito mais ousada em texto e imagens que sua concorrente direta, a Playboy.
Pouco tempo depois, Wintour chegou ao ponto de virada em sua carreira, tornando-se editora na prestigiada revista New York, onde sua criatividade na produção e concepção das matérias de moda chamaram a atenção da indústria e do meio profissional. Seu estilo transformou-a na estrela da revista, onde ela aprendeu como capas feitas com celebridades do cinema ou da sociedade aumentavam as vendas da publicação. Sendo protegida do editor-geral, tinha direito a certas regalias que provocavam a ira dos companheiros de trabalho. Sua ambição veio mais claramente à tona quando, entrevistada pela então editora-chefe da Vogue, Grace Mirabella, para uma posição importante na revista, deixou claro à jornalista que na verdade o que desejava mesmo era o lugar dela.
Após entrar para a revista em 1983, no cargo até então inexistente de editora-criativa e criado para ela pelos diretores da Condé Nast, entusiasmados com seu trabalho na New York, Wintour passou mais de dois anos trabalhando a seu próprio modo na revista, sem dar satisfações a Mirabella, até ser transferida para o cargo de editora da Vogue britânica, em Londres, de volta à sua cidade natal.

## "Nuclear Wintour"
Anna Wintour mudou radicalmente a edição inglesa da revista, demitindo a maioria dos profissionais que lá trabalhavam e contratando novas estrelas do jornalismo fashion, mudando o enfoque editorial vestuto para uma maior praticidade, à americana. Assumindo um controle total da revista, com seu estilo gélido e autoritário, receberia o apelido que a perseguiria por anos, de "Nuclear Wintour", uma corruptela com a expressão "Nuclear Winter" (Inverno Nuclear), então em voga nos tempos da Guerra Fria, sobre um possível futuro do planeta após um holocausto atômico.
Em 1988, conseguiu finalmente o cargo que perseguia desde criança: ser a editora da maior revista de moda do mundo, a Vogue Americana, após a saída de sua "desafeta" Grace Mirabella. Preocupados com a ascensão da concorrente francesa Elle, lançada há três anos em edição norte-americana, os diretores da Condé-Nast depositaram suas esperanças em Wintour para recolocar a revista novamente no topo, longe da concorrência.
Wintour apertou o foco da revista, sofisticando ainda mais o material editorial, rejuvenesceu as capas, trocando as fotos em close de estúdio de Mirabella, por fotos em plano americano ou corpo inteiro em luz natural – atualizando o estilo começado por uma de suas antecessoras dos primórdios da revista e um dos maiores ícones do mundo da moda, Diana Vreeland - lançando modelos adolescentes quase desconhecidas (entre elas, na década de 1990, a brasileira Gisele Bundchen), apresentando modelos de corpo e cabelos molhados na capa à luz do dia, até sem maquiagem, investindo na geração saúde dos anos 1990, valorizando o trabalho de maquiadores, cabeleireiros, produtores e fotógrafos, ao mesmo tempo em que colocava em suas capas personalidades como estrelas de cinema e socialites americanas e europeias e até uma primeira-dama. Seu conhecido método de controle total foi implantado em tudo, texto e fotografia, que passaram a ter sua aprovação pessoal com mão de ferro.
Sua obsessão por peles, como adereços de luxo e sua recusa em aceitar na revista anúncios pagos de associações de defesa dos animais, a colocou como alvo principal de entidades como a PETA. Num desfile da Victoria's Secret, em 2002, um grupo de manifestantes com cartazes invadiu a passarela para protestar contra o desfile de Gisele Bundchen, uma de suas protegidas coberta de peles, na presença de Wintour sentada na primeira fila.
Wintour descobriu, divulgou e ajudou a tornarem-se consagrados estilistas desconhecidos, como Marc Jacobs e John Galliano, passando a determinar o parâmetro "fashion" mundial até para as revistas concorrentes. Em pouco tempo sob seu comando, a Vogue recuperou da influência de suas concorrentes diretas Elle, Harper’s Bazaar, Mirabella e Women’s Wear Daily aumentando seu faturamento e tiragem. Em setembro de 2007, a revista saiu nas bancas com 840 páginas, três quartos delas de publicidade, tornando-se a revista mensal com o maior volume de páginas e anúncios da história editorial mundial, reverenciada como "a bíblia da moda".
Apesar de temida por colegas de profissão, concorrentes, estilistas, subalternos em geral e até por amigos, devido a seu temperamento autoritário e gélido, Anna Wintour é venerada por seu extremo bom gosto, criatividade, disposição de trabalho e olhar clínico para os novos talentos da moda. Seu estilo inconfundível – e copiado - de cabelo pajem e enormes óculos escuros, até em ambientes internos, provocaram a piada mais conhecida sobre a papisa do mundo fashion: a de que ela usa óculos escuros aonde vai simplesmente para que jamais vejam seus olhos, pois ela seria na verdade o próprio Satã encarnado e seus olhos seriam vermelhos; um verdadeiro diabo amante das roupas Prada. (na verdade ela tem traços de fotofobia, herdados de seu pai).

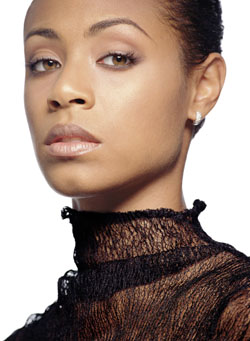
Jada Pinkett Smith fotografada por Jerry Avenaim para a Vogue em 2001

Em 2003, Lauren Weisberger, uma ex-assistente pessoal de Wintour na vida real, escreveu o best-seller O Diabo Veste Prada, em estilo ficcional, sobre a história de uma autoritária, rude e temida editora de moda de uma revista influente e seu relacionamento com suas secretárias, produtoras, assistentes e demais personagens do mundo da moda. O livro conta como Andrea Sachs, a jovem estagiária recém-formada e personagem principal, vive o inferno nas mãos de sua chefe, a poderosa editora "Miranda Priestly", e é considerado com uma biografia de Lauren durante seu período como assistente de Wintour na Vogue, apesar de negado pela autora que insiste ser apenas uma obra de ficção.
O livro, que vendeu milhões de exemplares em todo mundo e esteve por diversas semanas encabeçando a lista dos mais vendidos do jornal The New York Times, foi levado às telas de cinema em 2006, com uma Meryl Streep brilhante e hilariante encarnando a odiada e odiosa "Miranda Priestly", que assim como a Wintour da vida real, tem duas filhas e faz parte do conselho do Metropolitan Museum of Art de Nova Iorque, além de ter seu escritório decorado exatamente igual ao de Anna Wintour na Vogue.
Na pré-estreia de gala do filme, a que Anna Wintour compareceu - vestindo Prada -, ela disse em entrevista que acreditava que ele seria lançado apenas direto em DVD. Com o estrondoso sucesso, que rendeu mais de US$350 milhões de dólares de bilheteria em todo o mundo e deu a Meryl Streep o Globo de Ouro de "Melhor Atriz de Comédia" e sua décima-quarta indicação ao Oscar, ela mudou o discurso dizendo ter achado a obra um total entretenimento e mostrado o mundo em que vive como é divertido e interessante. Afinal, de qualquer maneira, verdade ou ficção, o filme a transformou numa grande celebridade pelo mundo fora, em todas as classes sociais.
Além de ter trazido de volta a revista Vogue à posição em que foi colocada no passado por outro ícone como ela, a lendária Diana Vreeland, Anna Wintour também lançou em 2004 produtos afiliados ao título principal, como "Teen-Vogue", "Men’s Vogue" e "Vogue Living". O primeiro, dedicado ao público jovem, já ultrapassou em páginas e anúncios suas concorrentes mais diretas junto ao segmento de alta renda, a "Elle Girl" e a "CosmoGirl", e a "Vogue’s Men" fez do seu primeiro número, com 164 páginas, o maior lançamento da história da Condé-Nast, a secular empresa editora da Vogue. Por seu trabalho neste sentido, Anna Wintour recebeu da indústria de revistas o prémio de "Editora do Ano".